# Maro Joković
Maro Joković (Ragusa, 1º ottobre 1987) è un pallanuotista croato, attaccante dello Jug Dubrovnik. Campione olimpico con la nazionale croata a Londra 2012, nonché vincitore di due titoli mondiali e di uno europeo.

## Carriera
Cresciuto nel VK Gusar, si trasferisce allo Jug Dubrovnik all'età di 14 anni, squadra con la quale si afferma a livello nazionale ed internazionale. Ha giocato anche in Italia - con Pro Recco e AN Brescia - ed in Grecia (all'Olympiakos).

## Palmarès

### Club

#### Trofei nazionali
- Campionato croato: 12

Jug Dubrovnik: 2005-06, 2006-07, 2008-09, 2009-10, 2010-11, 2011-12, 2012-13, 2015–16, 2016–17, 2017–18, 2018–19, 2021–22
- Kup Hrvatske: 12

Jug Dubrovnik: 2005–06, 2006–07, 2007–08, 2008–09, 2009–10, 2015–16, 2016–17, 2017–18, 2018–19, 2022-23, 2023-24, 2024-25
- Campionato italiano: 3

Pro Recco: 2013-14, 2014-15
AN Brescia: 2020-21
- Coppe Italia: 2

Pro Recco: 2014, 2015
- Supercoppa di Grecia: 1

Olympiakos: 2019
- Campionato greco: 1

Olympiakos: 2019-20
- Coppa di Grecia: 1

Olympiakos: 2020
- Supercoppa di Croazia: 2

Jug Dubrovnik: 2022, 2024

#### Trofei internazionali
- Coppa dei Campioni/Eurolega: 3

Jug Dubrovnik: 2005-06, 2015-16
Pro Recco: 2014-15
- Supercoppa LEN: 2

Jug Dubrovnik: 2006, 2016
- Lega Adriatica: 5

Jug Dubrovnik: 2008-09, 2015-16, 2016-17, 2017-18, 2022-23
- Coppe LEN: 1

Jug Dubrovnik: 2023-24

### Nazionale
- Olimpiadi

Londra 2012: 
Rio de Janeiro 2016 
Parigi 2024: 
- Mondiali

Melbourne 2007: 
Kazan' 2015: 
Shanghai 2011: 
Barcellona 2013: 
Budapest 2017: 
- Europei

Zagabria 2010: 
- World League

Almaty 2012: 
Niš 2010: 
Firenze 2011: 
- Coppa del Mondo

Oradea 2010: